# Молоток (приток Малого Урана)
Молоток — река в России, протекает по Новосергиевскому району Оренбургской области.

## География и гидрология
Молоток левобережный приток реки Малый Уран. Устье находится в 120 км по левому берегу реки Малый Уран между селами Кутушево и Старогумирово. Длина реки составляет 12 км. Площадь водосборного бассейна — 50,2 км². Протекает через посёлок Отрожный.

## Данные водного реестра
По данным государственного водного реестра России относится к Нижневолжскому бассейновому округу, водохозяйственный участок реки — Самара от Сорочинского гидроузла до водомерного поста у села Елшанка. Речной бассейн реки — Волга от верховий Куйбышевского вдхр. до впадения в Каспий.
Код объекта в государственном водном реестре — 11010001012112100006525.